# Amoureux fou
Pour les articles homonymes, voir Amoureux fou (homonymie).
Pour plus de détails, voir Fiche technique et Distribution.
Amoureux fou (Innamorato pazzo) est un film italien réalisé par Franco Castellano et Giuseppe Moccia, sorti en 1981.

## Synopsis
Cristina, princesse du petit royaume de Saint Tulipe, est en visite d'État à Rome avec toute sa famille. Cette famille princière est à court d'argent et cherche désespérément 50 milliards de lires pour sauver l'indépendance du petit royaume. C'est pourquoi Cristina est fiancée contre sa volonté à un riche milliardaire. Ennuyée et rebelle, elle s’enfuie pour visiter Rome. En montant dans un bus, elle fait la connaissance du chauffeur, un sympathique déjanté, nommé Barnaba Cecchini.
Ce dernier tombe instantanément amoureux d'elle et veut la conquérir.  Lorsqu'il se rend compte que la princesse Cristina a disparu, son père Gustavo lance des agents et des policiers privés à sa recherche, tout en essayant de taire la nouvelle de son absence pour éviter le scandale.

## Fiche technique
- Titre : Amoureux fou
- Titre original : Innamorato pazzo
- Réalisation : Franco Castellano et Giuseppe Moccia
- Scénario : Franco Castellano et Giuseppe Moccia
- Photographie : Danilo Desideri
- Musique : Bruno Zambrini
- Pays d'origine :  Italie
- Format :
- Genre : Comédie romantique
- Durée : 100 minutes
- Date de sortie : 1981

## Distribution
- Adriano Celentano : Barnaba Cecchini (vf : Jacques Balutin)
- Ornella Muti : Principessa Cristina
- Adolfo Celi : Gustavo VI di San Tulipe (vf : André Valmy)
- Dino Cassio : Vigile
- Tiberio Murgia :
- Jimmy il Fenomeno